# Antoni Puigvert i Gorro
Antoni Puigvert i Gorro   (Santa Coloma de Gramenet, 26 d'abril de 1905 - Barcelona, 17 de maig de 1990) fou un uròleg i polític català.

## Biografia
El seu pare Salvador Puigvert i Jové era un metge originari de Seròs (Segrià), la seva mare Victòria Gorro i Mercè. Es llicencià en medicina a la Universitat de Barcelona el 1928, on fou deixeble de Manuel Serés i Ibars, i el 1933 entrà al Servei d'Urologia de l'Hospital de Sant Pau, que dirigí des del 1951. El 1943 hi fundà un Institut d'Urologia com a escola d'especialització urològica que més tard es convertí en Fundació Puigvert. Ha fet importants aportacions a la urologia, i ha creat nous instruments quirúrgics com la sonda de Béniqué o sonda tutor de Puigverd, la bàscula per la cirurgia prostatoperineal, la xeringa per pielografia de 20 ml a propulsió amb rosca i ajust especial per les sondes ureterals (coneguda com sonda tutor de Puigvert), la pinça de branques desiguals, el separador doble i la pinça de dissecció i sutura.
El 1971 fou nomenat catedràtic d'urologia de la Universitat Autònoma de Barcelona. Tot i que va mantenir bones relacions amb el règim franquista, a les eleccions al Parlament de Catalunya de 1980 fou elegit diputat per Esquerra Republicana. El 1986 va rebre la Creu de Sant Jordi de la Generalitat de Catalunya, i també ha rebut la Medalla d'Or de l'Ajuntament de Barcelona, el nomenament de Cavaller de la Legió d'Honor (França), les Grans Creus de les Ordres de Mayo i del Libertador (Argentina), i les Grans Creus dels Orde d'Isabel la Catòlica i d'Alfons X el Savi.

## Obres
- Atlas de Urología (1933 i 1986).
- Endoscopia urinaria (1942), premi Rubio de la Reial Acadèmia Nacional de Medicina.
- Tratado de urología clínica (1944).
- Tuberculosis urinaria y genital masculina (1958).
- Tratado de operatoria urológica (1981).
- Semiología medular del riñón. Estudio clínico y radiográfico (1981).